# Bernard Fokke
Bernard Fokke (ook wel Barend Fokke) leefde in de 17e eeuw en was een van oorsprong Friese kapitein voor de Verenigde Oost-Indische Compagnie. Hij was bekend vanwege de in zijn tijd ongeëvenaarde snelheid van zijn reizen van de Republiek naar Java. In 1678 legde hij de afstand af in drie maanden en vier dagen. Deze reistijd werd afgeleid uit de datering van een stapel brieven die hij aan de Gouverneur-generaal van Nederlands-Indië, Rijcklof van Goens bezorgde.
Later werd te zijner eer een standbeeld opgericht dat hem afbeeldt in Friese klederdracht. Dit standbeeld bevond zich op het eiland Het Kuipertje, voor de haven van Batavia. Het beeld werd in 1808 door de Engelsen vernield.
Fokkes snelle reizen voedden speculaties dat hij werd geholpen door de duivel, die zich aan boord als zijn grote zwarte poedel zou voordoen. Het volksgeloof wilde dat hij nooit terugkeerde van zijn laatste reis en dat hij de schipper was van het spookschip De Vliegende Hollander.